# Качково (Жнінський повіт)
Качково (пол. Kaczkowo, нім. Dunen) — село в Польщі, у гміні Жнін Жнінського повіту Куявсько-Поморського воєводства.
Населення — 115 осіб (2011).
У 1975-1998 роках село належало до Бидгощського воєводства.

## Демографія
Демографічна структура станом на 31 березня 2011 року:
|          | Загалом | Допрацездатний вік | Працездатний вік | Постпрацездатний вік |
| -------- | ------- | ------------------ | ---------------- | -------------------- |
| Чоловіки | 61      | 22                 | 33               | 6                    |
| Жінки    | 54      | 16                 | 29               | 9                    |
| Разом    | 115     | 38                 | 62               | 15                   |